# Station Thornaby
Thornaby is een spoorwegstation van National Rail in Thornaby-on-Tees, Stockton-on-Tees in Engeland. Het station is eigendom van Network Rail en wordt beheerd door First TransPennine Express. 